# شارع الصالحية (دمشق)
شارع الصالحية، أحد شوارع دمشق في سورية يمتد الشارع من ساحة يوسف العظمة إلى ساحة عرنوس، يمتد على جانبي الشارع المحلات الراقية المميزة وعدد من دور السينما وتتفرع منه أسواق وشوارع جانبيه، ومن معالم شارع الصالحية مبنى البرلمان السوري الذي يقع في الجزء الأول من الشارع. وبعد تقاطع شارع الصالحية مع شارع العابد يتحول سوق الصالحية لمرور المشاع والمتسوقون فقط ولايسمح بمرور السيارات، والشارع شارع تجاري حيوي ومرصوف بشكل جميل بالاحجار وصولا حتى ساحة عرنوس، وتعتبر منطقة الصالحية حي تاريخي من احياء مدينة دمشق ويعود بناء الحي إلى 1096 م وينسب له العديد من الاعلام والمشاهير عبر التاريخ.